# 李梓盛
李梓盛（1919年—1987年），男，陕西延长人，中国画家，曾任中国美术家协会理事，中国美术家协会陕西分会主席。